# Annie Besant

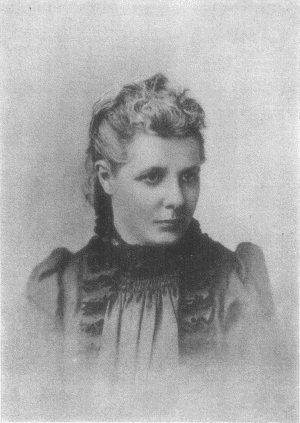
Annie Besant

Annie Besant (Clapham (Londen), 1 oktober 1847 – Adyar (Chennai), India, 20 september 1933) was een Engelse feministe, socialiste, publiciste, vrijmetselaar, theosoof en uiteindelijk tweede internationale presidente van de Theosophical Society (Adyar).

## De eerste jaren
Annie Besant werd geboren als Annie Wood en kwam uit een Ierse familie. Op zeer jonge leeftijd stierf haar vader. Hij liet het gezin zonder geld achter. Omdat haar moeder niet kon instaan voor de opvoeding van haar dochter, werd Besant opgevoed door een vriendin van de familie: Ellen Marryat. Besant kreeg een christelijke opvoeding. Dienstbaarheid en onafhankelijkheid werden haar meegegeven.
In 1867 huwde ze Frank Besant, een anglicaans geestelijke die kort daarna vicaris werd. Het gezin kreeg twee kinderen: Digby en Mabel. Het huwelijk werd een catastrofe. Conflicten ontstonden over geld en het onafhankelijkheidsgevoel van Besant. Volgens haar man had een gehuwde vrouw niet het recht om geld of andere eigendommen te bezitten. Het geld dat Besant verdiende met het schrijven van korte verhalen, kinderboeken en artikels, moest ze dan ook afgeven aan haar man. Het huwelijk ging nog meer bergaf toen Besant zich inliet met politiek. Ze steunde de mensen die zich wilden verenigen om betere arbeidsomstandigheden te verkrijgen. Besant verliet haar gezin en vertrok naar Londen.
Het was niet enkel haar huwelijk, ook aan haar geloof twijfelde ze. Besant ging raad vragen bij verscheidene geestelijken, zelfs bij Dr. Pusey, toenmalig hoofd van de Anglicaanse Kerk. Zijn antwoord kon haar niet bevredigen.
Besant keerde nog eenmaal terug naar haar gezin, in een poging om haar huwelijk te redden. Dit leek nutteloos en ze keerde naar Londen terug. Voor haar man was een echtscheiding uitgesloten. Annie Wood zou voor de rest van haar leven de naam Besant dragen. Een korte tijd kon ze contact houden met haar kinderen. Besant kreeg een kleine vergoeding van haar man, toen Mabel een korte tijd bij haar verbleef. Uiteindelijk zouden de twee kinderen definitief toegewezen worden aan hun vader.

## Besant en politiek
Besant vocht voor wat ze vond dat juist was: vrijheid van denken, vrouwenrechten, secularisme, geboortecontrole, socialisme en werknemersrechten. In Londen kwam ze in contact met nieuwe mensen, nieuwe ideeën. Ze twijfelde aan haar christelijk geloof en begon artikels te schrijven over de Kerk. Zo schreef ze over de manier waarop de Kerk het leven van de gewone mens controleerde. Haar schrijverstalent bleef niet onopgemerkt. Ze kreeg een column in de National Reformer, de krant van de National Secular Society. Ze ontmoette Charles Bradlaugh, een vooraanstaand lid van de vereniging en mocht haar mening en ideeën publiekelijk uiteenzetten. Ze reisde veel en hield lezingen over de meest belangrijke onderwerpen. Steeds vroeg ze hervorming, verbetering en vrijheid. Jarenlang was Besant met Bradlaugh bevriend. Toen ze samen, naar aanleiding van een pamflet geschreven door de Amerikaan Charles Knowlton, in 1877 in Engeland het boek The Fruits of Philosophy uitgaven over geboortebeperking, werden ze gearresteerd. Ze werden schuldig bevonden en het leek erop dat ze naar de gevangenis zouden moeten. Bradlaugh en Besant kregen de steun van de Liberale Pers. Uiteindelijk werd de zaak gesloten wegens een technische fout. Alle beschuldigingen werden niet correct en volledig genoteerd.
Door dit schandaal kon Frank Besant, haar man, de rechter overtuigen van het feit dat zij niet geschikt was haar kinderen op te voeden. Besant verloor definitief haar kinderen. Bradlaughs politieke ambities werden niet aangetast door het Knowlton-schandaal. In 1881 werd hij lid van het parlement.
Besant werd als vrijmetselaar geïnitieerd in de Engelse federatie van de Ordre Maçonnique Mixte International Le Droit Humain.
Besant onderhield ook nauwe contacten met de Irish Home Rulers. Het waren toen cruciale jaren. De Ierse nationalisten trachtten een bondgenootschap te stichten met de Liberalen en de Radicalen. Ze steunde hen door het schrijven van columns. Ze ontmoette ook leiders van die beweging, waaronder Michael Davitt. Davitt was vrij radicaal. Hij wilde een directe confrontatie met de grootgrondbezitters. Besant sprak en schreef in het voordeel van Davitt en zijn Land Liga.
Door zijn parlementair werk vervreemdde Bradlaugh van Besant. Vrouwen konden toen nog geen deel uitmaken van de parlementaire politiek en Besant zocht een politieke uitweg. Ze oordeelde dat haar capaciteiten als spreker, schrijver en organisator de politiek goed zou kunnen doen.
Voor Besant was politiek, vriendschap en liefde steeds nauw met elkaar verbonden. Haar keuze voor het socialisme was het gevolg van een vriendschap met George Bernard Shaw. Shaw was een jong Iers schrijver die in Londen woonde. Hij was tevens een belangrijk lid van de Fabian Society. Besant was onder de indruk van zijn werk. Ze werd lid van de vereniging, die in haar eerste jaren bestond uit mensen die meer met spiritualiteit bezig waren dan met politiek. Ze zochten alternatieven voor het kapitalistisch systeem. Besant schreef nu voor deze vereniging en door haar relatie met Shaw ontstond een breuk met Bradlaugh.
Werkloosheid was in die tijd een hoofdbekommernis en in 1887 werden protestmeetings gehouden op Trafalgar Square. Besant aanvaardde om op de meeting van 13 november 1887 als spreker op te treden. De politie trachtte de samenkomst te stoppen doch faalde. Gevechten braken uit en een grote politiemacht kwam op de been. Veel aanhoorders raakten gewond, honderden werden gearresteerd en er viel één dode. Besant gaf zich aan voor arrestatie, doch de politie weigerde. De gebeurtenis werd door de kranten Bloody Sunday genoemd. Besant werd door de ene krant als schuldige aangezien en voor de andere krant was ze een heldin. Besant organiseerde wettelijke hulp voor de gearresteerden en hun familie.
Socialisten stelden vast dat ze, door dergelijke manifestaties, ook voor zichzelf konden opkomen. Dit was tot dan toe een voorrecht geweest voor werknemers van de hogere klasse. Socialisten wensten nu de ongeletterde mannen en vrouwen samen te brengen en hen te laten opkomen voor betere vergoedingen en arbeidsvoorwaarden. Voor Besant was haar grootste overwinning haar inmenging in de London Matchgirls strike van 1888. Ze werd meegesleurd in deze eerste, werkelijk belangrijke strijd van de New Unionists van Herbert Burrows. Burrows had contacten gelegd met werknemers van Bryant and May’s luciferfabriek in Bow, Londen. De werknemers waren meestal jonge vrouwen van Ierse afkomst en ze werden zeer laag betaald. Ze stonden ook bloot aan kwaadaardige ziekten die het gevolg waren van het gebruik van witte fosfor bij de fabricatie van lucifers. Een aantal jonge vrouwen had hulp gevraagd aan Burrows en Besant. Besant richtte een comité op en de vrouwen gingen in staking voor beter loon en arbeidsomstandigheden. De actie kende een enorme publieke belangstelling en steun. Besant leidde demonstraties van de match-girls en binnen de week keurde de firma betere lonen en arbeidsvoorwaarden goed. Besant hielp daarna met het opzetten van een degelijke vereniging en een sociaal centrum. Het was de allereerste keer dat een campagne een dergelijk succes kende en het werd gezien als een mijlpaal in de vroege jaren van het Brits Socialisme.
In 1884 had Besant vriendschap gesloten met Edward Aveling, een jong socialistisch leraar. Aveling had de vertaling gedaan van de belangrijke werken van Marx. Hij had een grote invloed op Besant en zij was een grote hulp bij zijn werk. De situatie verziekte toen Aveling ging inwonen bij Eleanor Marx, de dochter van Karl Marx. Spanningen ontstonden tussen Besant en Eleanor. Aveling en Eleanor sloten zich aan bij de Socialist League, een kleine marxistische splintergroep die zich gevormd had rond de artiest William Morris. Morris trachtte Besant te overtuigen zich ook aan te sluiten bij zijn groep. Besant sloot zich echter aan bij de SDF. Ze bleef hier lid gedurende enkele jaren en werd een van de beste sprekers. Vreemd genoeg bleef ze ook lid van de Fabian Society.
Besant was lid van de Theosophical Society (Adyar). Naast haar taak in de Society, bleef Besant zich inzetten voor concrete politieke knelpunten. Ze was lid van de Indian National Congress, van oorsprong een debatgroep welke elk jaar samenkwam om oplossingen te zoeken voor politieke onderwerpen. De groep was vooral gericht op de Indiërs uit de middenklasse, zette zich nog niet in voor de andere bevolkingsklassen en kende nog geen lokale organisaties.
Toen in 1914 in Europa de Eerste Wereldoorlog uitbrak, had Engeland de steun van zijn ganse rijk nodig in zijn strijd tegen Duitsland. Besant vond dat de hulp die Engeland nodig had, een kans bood aan India. Als redacteur van het blad New India schreef ze een nogal veroordelend artikel aan het adres van Engeland. Ze eiste onderhandelingen voor zelfbestuur. De Engelse regering weigerde elke discussie zolang de oorlog duurde. In 1916 richtte Besant de Home Rule League op, een partij die voor India kon vechten en eisen voor verandering kon stellen. De League werkte het gehele jaar door en bouwde een sterke structuur van lokale afdelingen op. Het was nu mogelijk om demonstraties en publieke bijeenkomsten te organiseren. In juni 1917 werd Besant gearresteerd en in de gevangenis opgesloten. Het Congress en de Muslim League staken de hoofden bij elkaar en organiseerden protesten om Besant vrij te krijgen. Deze arrestatie van Besant gaf iedereen die onafhankelijkheid voor India wenste, de gelegenheid om samen te werken en het beoogde doel te bereiken. De Engelse Regering werd verplicht toegevingen te doen. De eis was zelfbestuur voor India en stappen in die richting werden gezet. Besant werd vrijgelaten en in december nam zij, voor een jaar, de taak van President of Congress op zich.
Na de oorlog was er geen weg terug meer. De advocaat Mohandas K. Gandhi trad op de voorgrond. Hij besefte dat onafhankelijkheid van India de enige oplossing was en ging zich inzetten voor zelfbestuur. Gandhi die zich in Zuid-Afrika op een vredelievende manier had ingezet voor de Indiërs, wilde deze trend ook nu doorvoeren. Besant was hiermee niet zo gelukkig. Toch zou ze zich, ondanks alles, blijven inzetten voor de vrijheid van India.

## Besant en Theosofie

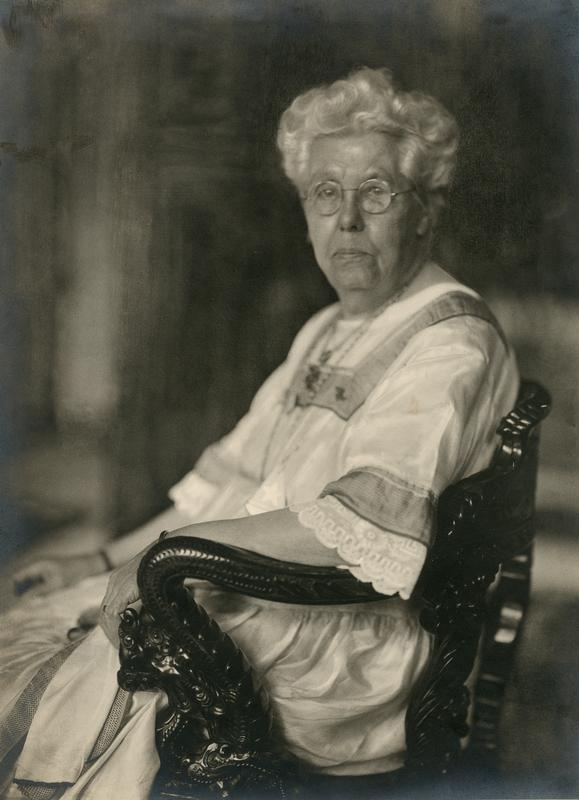
Besant (foto Franz Ziegler)

Besant was een uitstekend schrijver en tevens een sterk redenaar. In 1889 werd haar gevraagd, voor de Pall Mall Gazette, een recensie te schrijven over De Geheime Leer, een boek van Helena Petrovna Blavatsky. Nadat ze het boek gelezen had, verzocht ze de auteur om een interview. Ze ontmoette Blavatsky in Parijs. Deze ontmoeting was overtuigend voor Besant en ze verdiepte zich in de theosofie. Besant beëindigde haar lidmaatschap bij de Fabian Society in 1890 en ze verbrak al haar contacten met de marxisten. Ze werd lid van de Theosophical Society en bij de dood van Blavatsky, in 1891, was ze een van de leidende figuren in de Vereniging. Er werd gekozen voor een tweekoppig leiderschap van de T.S. (Theosophical Society):Judge-Besant.
In 1893 vertrok Besant naar India. De vereniging was in crisis in 1894-95, nadat Besant haar mede-'chela' Judge beschuldigde van het feit, dat hij deed voorkomen een brief van de Meesters te hebben ontvangen. Vier jaar na Blavatsky's overlijden ontstond een scheuring in de Vereniging en vormden zich de 'Theosofische Vereniging' (Adyar) en het 'Theosofisch Genootschap' (Point Loma). In 1895 vestigde ze zich in Benares (nu Varanasi). Ze begon daar met haar nieuwe religieuze en onderwijzende werk. Ze richtte het Central Hindu College op in 1898. Een school voor jongens, met de bedoeling nieuwe leiders voor India op te leiden. De jongens leefden als monniken. Ze brachten 90 minuten in gebed door, bestudeerden de hindoegeschriften en moderne wetenschappen. Het duurde drie jaar voor al het geld voor de school was verzameld dat voornamelijk van adellijke families kwam. Besant vroeg aan George Arundale, een leerling van Leadbeater, om onderricht te geven in de school als professor voor het vak geschiedenis, wat hij accepteerde.
Tussen 1895 en 1906 ontstond een gestage groei in de vereniging. Kolonel Henry Steel Olcott en Besant bezochten vele landen en gaven overal lezingen. In India kregen ze hulp van Lilian Edger en in Amerika van Curuppumullage Jinarajadasa. In 1906 werd er door een comité van de Vereniging zelf onderzoek gedaan naar de beschuldigingen aan het adres van Leadbeater en hij werd schuldig bevonden aan ongepast seksueel gedrag met jongens en uit de Vereniging gezet. 
Op 17 februari 1907 overleed Kolonel Olcott. Hij had Besant aangewezen als zijn opvolger.
Met Besant als presidente begon een nieuw tijdperk in de geschiedenis van de Theosofische Vereniging. Ze liet Leadbeater terugkeren tot de Vereniging, waarop verschillende leden hun lidmaatschap opzegden. Hij was volgens haar haar intermediair met de Meesters en ze was daarmee volledig van hem afhankelijk. Kolonel Olcott had het meeste van zijn werk op het eiland Ceylon gedaan en baanbrekend werk op gebied van het Theravada-boeddhisme. Onder het leiderschap van Besant werden de activiteiten meer op India gericht. Ook bracht ze de hindoe-inzichten meer op de voorgrond. Besant was een voorbeeld voor de leden en ze spoorde de leden aan om theosofie zo veel mogelijk in praktijk om te zetten, zowel op religieus, sociaal, economisch als op politiek vlak.
Het domein van de Society was, bij de aankoop, 11 ha groot. Onder het presidentschap van Besant werd het domein in Adyar aanzienlijk uitgebreid. De huidige oppervlakte bedraagt 108 ha.
Toen in februari 1914 Charles Webster Leadbeater voor een rondreis naar Australië vertrok, bleef Besant in India. In augustus van dat jaar brak in Europa de Eerste Wereldoorlog uit. Besant, die in India bleef, ontplooide haar politieke vaardigheden voor de onafhankelijkheid van India. Een gevolg hiervan was dat er in heel India een enorme interesse in theosofie ontstond.
Het enthousiasme waarmee Besant de Vereniging steeds weer inspireerde, mondde uit in het First World Congress, gehouden in Parijs in 1921. Datzelfde jaar ontving Besant een doctoraatstitel, uitgereikt door de Benares Hindu University en ze vertrok naar Australië. Een aantal leden hadden hun ongenoegen geuit over het werk van Leadbeater als bisschop van de Vrij-Katholieke Kerk. In de Manor bij Mosman in Australië werd een tweede spiritueel centrum geopend. Het centrum stond onder leiding van Leadbeater.
De Europese Congressen vonden plaats op regelmatige basis, behalve tijdens de oorlogsjaren. In 1924 werd besloten een derde spiritueel centrum op te richten in Ommen, Nederland. De eerste directeur was  J.I. Wedgwood (1892-1951), vanaf 1924 woonachtig in Huizen, die in 1916 tot bisschop gewijd was volgens de roomse ritus. Nog datzelfde jaar werd in Londen een grote bijeenkomst gehouden in Queen’s Hall. Een eerbetoon aan Besant ter gelegenheid van vijftig jaar openbaar leven. Besant werd geprezen voor haar inzet, ten dienste van de mensheid.
In december 1925 werd het vijftigjarig bestaan van de Theosofische Vereniging gevierd. Besant reisde rond in India en was aanwezig op heel wat Jaarlijkse Conventies van Europese Secties. Ze bezocht ook de Verenigde Staten, waar ze tot april 1927 zou blijven. Ze verbleef meestal in Californië waar ze de plannen van de Happy Valley Foundation op de voet volgde. Interesse in het werk van de Theosofische Vereniging bleef groeien. Bij haar rondreizen en lezingen kreeg ze hulp van George Arundale en Curuppumullage Jinarajadasa.
In 1929 werd Besant voor de vierde maal herkozen tot internationale president. Curuppumullage Jinarajadasa had ontslag genomen als vicepresident en Besant benoemde in zijn plaats A.P. Warrington. Tevens werd dat jaar het derde Wereldcongres gehouden in Chicago. De vooruitzichten voor de Vereniging waren prima, wat tijdens het congres sterk werd benadrukt.
Besant zat het Europees Congres voor, gehouden in 1930 in Genève, Zwitserland. Later dat jaar gaf ze haar laatste lezing op de Conventie in Benares. Het onderwerp van haar uiteenzetting was: The Future of the Theosophical Society.

## Besant en Krishnamurti
Kort na de verkiezing van Besant tot presidente van de Theosofische Vereniging, ontdekte Charles Webster Leadbeater in 1909 de jonge Jiddu Krishnamurti op het privéstrand van Adyar. Krishnamurti, toen veertien jaar oud, leefde daar sinds een paar maanden met zijn vader en zijn broer. De ontdekking bracht een omwenteling teweeg binnen de Society. Jiddu Krishnamurti werd door Leadbeater gezien als iemand met een zuivere aura. Volgens hem en Besant zou Krishnamurti een nieuwe wereldleider worden. De twee jongens werden opgevoed en onderwezen door theosofen. Besant verkondigde de nieuwe doctrine, dat er een 'wereldleraar' kon worden verwacht. Krishnamurti zou het 'voertuig' zijn voor de terugkerende Christus. Verschillende (ex-) leden, zoals Alice Leighton Cleather, beschouwden dit als 'neo-theosofie' (zelfs 'anti-theosofie' en 'anti-occultisme') en niet in lijn met de oorspronkelijke leer van Blavatsky. Volgens Cleather ruïneerde Besant onder invloed van de "seks-crimineel" Leadbeater de Vereniging. Besant trok met Krishnamurti de hele wereld rond en richtte in 1911 de World Order of the Star in the East op. Ze plaatste Krishnamurti aan het hoofd van deze organisatie. Tijdens het Sterkamp in Ommen, in 1929 ontbond hij de organisatie en vier jaar later in 1933 maakte hij zich los van de theosofie en ging sindsdien een eigen weg. Toch bleef hij bevriend met Besant totaan haar dood. Het idee van de komst van een wereldleraar werd van Besant en Leadbeater overgenomen door Alice Bailey en later Benjamin Creme.
Besant trachtte de levensvisie van Krishnamurti toe te passen in haar leven, doch slaagde daarin niet echt.
Naar Annie Besant is de wijk Besant Nagar in Chennai genoemd.

## Voetnoten
1. ↑  Meester K.H. schreef er in brief no.86 van de Mahatmabrieven aan Alfred Percy Sinnett over: 'Toch is het boek dat ze hebben uitgegeven – "The Fruits of Philosophy" schandelijk en hoogst verderfelijk in zijn uitwerking (..) Ik heb het boek niet gelezen – en zal dat ook nooit doen; maar ik zie de onreine geest, de dierlijke aura ervan vóór mij, en ik zeg nogmaals, dat de adviezen die in het werk worden gegeven, in mijn ogen afschuwelijk zijn; het zijn meer de vruchten van Sodom en Gomorra dan van de Filosofie, waarvan het zelfs de naam verlaagt.' (p.451, Nederlandse editie 1979)
2. ↑  https://www.historic-uk.com/HistoryUK/HistoryofBritain/Match-Girls-Strike/
3. ↑  Benares Hindu University. Gearchiveerd op 28 december 2021.
4. ↑  Happy Valley Foundation. Gearchiveerd op 24 december 2021.
5. ↑  Cleather, A.L. (1922), H.P.Blavatsky, A Great Betrayal, A Mystic World Reprints, 2016, p. 16